# Jizan regionális repülőtér
A Jizan regionális repülőtér (arab nyelven: مطار الملك عبد الله الإقليمي) (IATA: GIZ, ICAO: OEGN) Szaúd-Arábia egyik nemzetközi repülőtere, mely Dzsízán közelében található. Üzemeltetője a General Authority of Civil Aviation. Éves utasforgalma 1 736 000 fő (2015).

## Forgalom
Az utasforgalom az elmúlt években az alábbi módon változott:
| Utasok száma | 831 000 | 901 000 | 1 164 000 | 1 289 000 | 1 574 000 | 1 853 085 | 2 077 902 | 2 624 452 | 1 347 637 | 1 733 987 |
|              | 2009    | 2010    | 2012      | 2013      | 2014      | 2016      | 2017      | 2018      | 2020      | 2021      |

## Légitársaságok és célállomások
2023-ban a Jizan regionális repülőtérről az alábbi járatok indulnak:
| Légitársaság | Célállomások                        |
| ------------ | ----------------------------------- |
| Air Arabia   | Sharjah                             |
| Flyadeal     | Dammam, Jeddah, Riyadh              |
| flydubai     | Dubai–International                 |
| FlyEgypt     | Cairo                               |
| Flynas       | Abha, Dammam, Jeddah, Riyadh        |
| Nile Air     | Cairo                               |
| Saudia       | Dammam, Jeddah, Riyadh, Tabuk, Taif |

## Futópályák
A repülőtér futópályái:
- 15/33 (3050 m, 45 m, aszfalt)